# Llista de monuments de Besalú
Llista de monuments de Besalú inclosos en l'Inventari del Patrimoni Arquitectònic Català pel municipi de Besalú (Garrotxa). Inclou els inscrits en el Registre de Béns Culturals d'Interès Nacional (BCIN) amb la classificació de monuments històrics, els Béns Culturals d'Interès Local (BCIL) de caràcter immoble i la resta de béns arquitectònics integrants del patrimoni cultural català.
| Monument                                                                     | Protecció     | Estil/època                        | Localització                               | Coordenades                                          | Codi?         | Imatge |
| ---------------------------------------------------------------------------- | ------------- | ---------------------------------- | ------------------------------------------ | ---------------------------------------------------- | ------------- | --- |
| Centre històric de Besalú                                                    | BCIN 69-CH-EN | Romànic XII                        | Besalú                                     | 42° 11′ 55″ N, 2° 41′ 51″ E / 42.19871°N,2.69738°E   | RI-53-0000070 | Centre històric de Besalú · Vegeu més fotos d'aquest monument · Carregueu una nova foto d'aquest monument                    |
| Església de Santa Maria                                                      | BCIN 70-MH    | Romànic XII                        | Besalú                                     | 42° 12′ 00″ N, 2° 41′ 59″ E / 42.200028°N,2.699796°E | RI-51-0000561 | Església de Santa Maria (Besalú) · Vegeu més fotos d'aquest monument · Carregueu una nova foto d'aquest monument             |
| Pont Medieval                                                                | BCIN 71-MH    | Romànic XII-XIV                    | Besalú                                     | 42° 11′ 58″ N, 2° 42′ 06″ E / 42.199361°N,2.701528°E | RI-51-0001247 | Pont Medieval (Besalú) · Vegeu més fotos d'aquest monument · Carregueu una nova foto d'aquest monument                       |
| Església de Sant Pere                                                        | BCIN 80-MH    | Romànic, barroc XII                | Besalú Pl. Prat de Sant Pere               | 42° 11′ 53″ N, 2° 41′ 56″ E / 42.198056°N,2.69875°E  | RI-51-0000559 | Església de Sant Pere (Besalú) · Vegeu més fotos d'aquest monument · Carregueu una nova foto d'aquest monument               |
| Església de Sant Vicenç                                                      | BCIN 81-MH    | Romànic, gòtic XII-XIII, XIV, XVII | Besalú C. de Sant Vicenç - c. Safont       | 42° 11′ 58″ N, 2° 41′ 54″ E / 42.199583°N,2.698333°E | RI-51-0000560 | Església de Sant Vicenç (Besalú) · Vegeu més fotos d'aquest monument · Carregueu una nova foto d'aquest monument             |
| Castell Comtal de Besalú                                                     | BCIN 1251-MH  | Medieval                           | Besalú                                     | 42° 11′ 58″ N, 2° 41′ 58″ E / 42.199444°N,2.699444°E | RI-51-0005802 | Castell Comtal de Besalú · Vegeu més fotos d'aquest monument · Carregueu una nova foto d'aquest monument                     |
| Recinte emmurallat de Besalú                                                 | BCIN 1252-MH  | XII-XIV                            | Besalú                                     | 42° 11′ 56″ N, 2° 42′ 02″ E / 42.19901°N,2.70068°E   | RI-51-0005803 | Recinte emmurallat de Besalú · Vegeu més fotos d'aquest monument · Carregueu una nova foto d'aquest monument                 |
| La Miqvé, Casa dels Banys Jueus, Lavatori Jueu                               | BCIN 4242-ZA  | Romànic XII                        | Besalú C. del Prat                         | 42° 11′ 57″ N, 2° 42′ 02″ E / 42.199076°N,2.700422°E | IPA-9889      | La Miqvé (Besalú) · Vegeu més fotos d'aquest monument · Carregueu una nova foto d'aquest monument                            |
| Can Bonet                                                                    | BCIL 2008     | Noucentisme XX                     | Besalú Ctra. de Banyoles                   | 42° 11′ 55″ N, 2° 42′ 08″ E / 42.198635°N,2.702289°E | IPA-9880      | Can Bonet (Besalú) · Vegeu més fotos d'aquest monument · Carregueu una nova foto d'aquest monument                           |
| Església de Sant Martí de Capellada                                          | BCIL 2008     | Romànic, obra popular XI, XVII     | Besalú Ctra. Girona-Olot                   | 42° 12′ 03″ N, 2° 42′ 07″ E / 42.200858°N,2.701831°E | IPA-9883      | Església de Sant Martí de Capellada (Besalú) · Vegeu més fotos d'aquest monument · Carregueu una nova foto d'aquest monument |
| Hospital i església de Sant Julià, o Església de l'antic Hospital de la Vila | BCIL 2008     | Romànic XII                        | Besalú                                     | 42° 11′ 54″ N, 2° 41′ 58″ E / 42.198249°N,2.699530°E | IPA-9884      | Hospital i església de Sant Julià (Besalú) · Vegeu més fotos d'aquest monument · Carregueu una nova foto d'aquest monument   |
| Mas Bellsolà                                                                 |               | Obra popular IX, XIX               | Besalú Ctra. C-260                         | 42° 12′ 15″ N, 2° 42′ 37″ E / 42.204115°N,2.710198°E | IPA-9885      | Carregueu una nova foto d'aquest monument                                                                                    |
| Prat de Sant Pere                                                            | BCIL 2008     | Obra popular                       | Besalú Pl. Prat de Sant Pere               | 42° 11′ 53″ N, 2° 41′ 55″ E / 42.198193°N,2.698473°E | IPA-9886      | Prat de Sant Pere (Besalú) · Vegeu més fotos d'aquest monument · Carregueu una nova foto d'aquest monument                   |
| Voltes de la Plaça de la Llibertat                                           | BCIL 2008     | Obra popular                       | Besalú Pl. de la Llibertat                 | 42° 11′ 56″ N, 2° 41′ 59″ E / 42.198853°N,2.699684°E | IPA-9887      | Voltes de la plaça de la Llibertat (Besalú) · Vegeu més fotos d'aquest monument · Carregueu una nova foto d'aquest monument  |
| Can Figueres, porxos del carrer de Bernat Tallaferro                         | BCIL 2008     | Romànic, gòtic XIII                | Besalú C. Bernat Tallaferro                | 42° 11′ 59″ N, 2° 42′ 01″ E / 42.199818°N,2.700207°E | IPA-9888      | Can Figueres (Besalú) · Vegeu més fotos d'aquest monument · Carregueu una nova foto d'aquest monument                        |
| Casa dels Sant Romà o Casa Cambó                                             | BCIL 2008     | Obra popular XIV                   | Besalú C. Major                            | 42° 11′ 58″ N, 2° 41′ 56″ E / 42.199320°N,2.698919°E | IPA-9890      | Casa dels Sant Romà (Besalú) · Vegeu més fotos d'aquest monument · Carregueu una nova foto d'aquest monument                 |
| Can Ribera                                                                   |               | Gòtic, obra popular XV             | Besalú C. Major, 11                        | 42° 11′ 57″ N, 2° 41′ 56″ E / 42.199225°N,2.699010°E | IPA-9891      | Can Ribera (Besalú) · Vegeu més fotos d'aquest monument · Carregueu una nova foto d'aquest monument                          |
| Cúria Reial, Casa de les Monges                                              | BCIL 2008     | Romànic, gòtic XIII                | Besalú C. Portalet                         | 42° 11′ 54″ N, 2° 41′ 58″ E / 42.198402°N,2.699505°E | IPA-9892      | Cúria Reial (Besalú) · Vegeu més fotos d'aquest monument · Carregueu una nova foto d'aquest monument                         |
| Can Cambó                                                                    |               | Obra popular XVII                  | Besalú c. Ganganell, 22                    | 42° 11′ 57″ N, 2° 41′ 53″ E / 42.199097°N,2.698060°E | IPA-9893      | Vegeu més fotos d'aquest monument · Carregueu una nova foto d'aquest monument                                                |
| Casa dels Cartellà                                                           | BCIL 2008     | Romànic, gòtic XIII                | Besalú Pl. Prat de Sant Pere - c. del Forn | 42° 11′ 55″ N, 2° 41′ 54″ E / 42.198564°N,2.698396°E | IPA-9894      | Carregueu una nova foto d'aquest monument                                                                                    |
| Casa de l'Abat Sa Font                                                       | BCIL 2008     | Romànic, gòtic XIII                | Besalú C. Abat Sa Font                     | 42° 12′ 00″ N, 2° 41′ 54″ E / 42.199996°N,2.698268°E | IPA-9895      | Casa de l'Abat Sa Font (Besalú) · Vegeu més fotos d'aquest monument · Carregueu una nova foto d'aquest monument              |
| Casa de la Vila                                                              | BCIL 2008     | Romànic, gòtic XIV                 | Besalú Pl. de la Llibertat                 | 42° 11′ 56″ N, 2° 41′ 58″ E / 42.198949°N,2.699320°E | IPA-9896      | Casa de la Vila (Besalú) · Vegeu més fotos d'aquest monument · Carregueu una nova foto d'aquest monument                     |
| Casa Llaudes, antiga Casa Cornellà                                           | BCIL 2008     | Romànic XIII, XVII, XIX            | Besalú Pl. Prat de Sant Pere               | 42° 11′ 55″ N, 2° 41′ 53″ E / 42.198523°N,2.698135°E | IPA-9897      | Casa Llaudes (Besalú) · Vegeu més fotos d'aquest monument · Carregueu una nova foto d'aquest monument                        |
| Església de Santa Fe                                                         | BCIL 2008     | XII                                | Besalú Pl. Prat de Sant Pere               | 42° 11′ 54″ N, 2° 41′ 53″ E / 42.198266°N,2.698106°E | IPA-40057     | Església de Santa Fe (Besalú) · Vegeu més fotos d'aquest monument · Carregueu una nova foto d'aquest monument                |
| Casa del carrer Major                                                        | BCIL 2008     | XII-XIII                           | Besalú C. Major, 16                        | 42° 11′ 57″ N, 2° 41′ 57″ E / 42.199262°N,2.699083°E | IPA-40058     | Casa del carrer Major (Besalú) · Vegeu més fotos d'aquest monument · Carregueu una nova foto d'aquest monument               |
| Casa Ferrer                                                                  | BCIL 2008     | XII-XIII                           | Besalú Pl. Prat de Sant Pere - c. Olot     | 42° 11′ 52″ N, 2° 41′ 53″ E / 42.197872°N,2.698190°E | IPA-40061     | Carregueu una nova foto d'aquest monument                                                                                    |
| Casa al carrer Bernat Tallaferro                                             | BCIL 2008     | XII-XIII                           | Besalú C. Bernat Tallaferro                |                                                      | IPA-45897     | Carregueu una nova foto d'aquest monument                                                                                    |
| Escola Pública de Besalú, Institut Escola Salvador Vilarrasa                 | BCIL 2008     | 1934                               | Besalú Av. Francesc Cambó                  | 42° 11′ 58″ N, 2° 41′ 47″ E / 42.199465°N,2.696469°E | IPA-45899     | Escola Pública de Besalú · Vegeu més fotos d'aquest monument · Carregueu una nova foto d'aquest monument                     |
| Central Elèctrica Can Surós                                                  | BCIL 2008     |                                    | Besalú Sector Can Surós                    | 42° 11′ 54″ N, 2° 41′ 11″ E / 42.19831°N,2.68634°E   | IPA-45900     | Carregueu una nova foto d'aquest monument                                                                                    |
| Carrer del Portalet                                                          | BCIL 2008     | IX-X                               | Besalú C. Portalet                         | 42° 11′ 54″ N, 2° 41′ 59″ E / 42.198368°N,2.699791°E | IPA-45901     | Carrer del Portalet (Besalú) · Vegeu més fotos d'aquest monument · Carregueu una nova foto d'aquest monument                 |
| Carrer Bernat Tallaferro                                                     | BCIL 2008     | IX-X                               | Besalú C. Bernat Tallaferro                | 42° 11′ 58″ N, 2° 42′ 00″ E / 42.199324°N,2.699932°E | IPA-45902     | Carrer Bernat Tallaferro (Besalú) · Vegeu més fotos d'aquest monument · Carregueu una nova foto d'aquest monument            |
| Jardí històric de Santa Anna                                                 | BCIL 2008     | IX-X                               | Besalú Turó del castell                    | 42° 11′ 59″ N, 2° 41′ 58″ E / 42.199851°N,2.699461°E | IPA-45903     | Jardí històric de Santa Anna (Besalú) · Vegeu més fotos d'aquest monument · Carregueu una nova foto d'aquest monument        |